# Damernas störtlopp i alpin skidåkning vid olympiska vinterspelen 2014

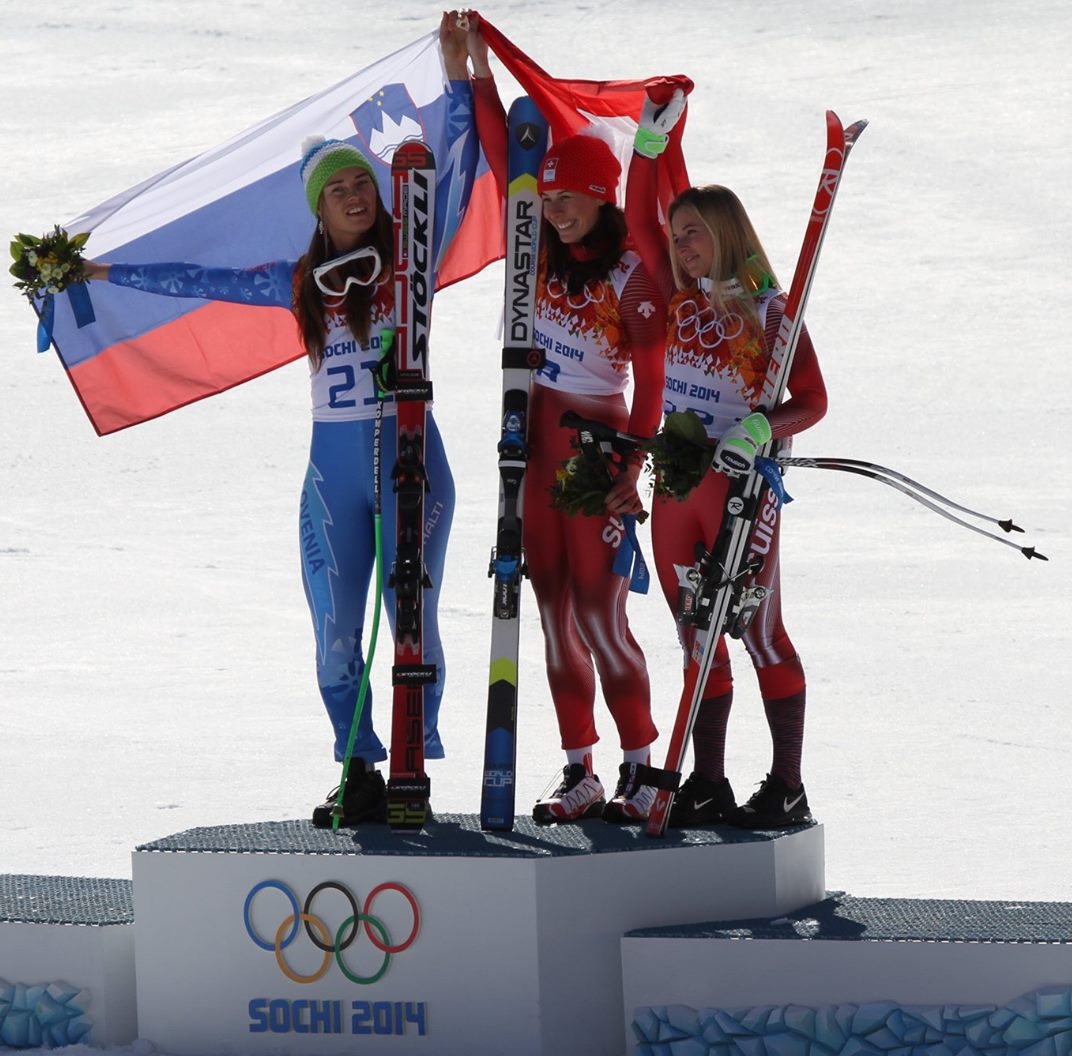
Från vänster: Tina Maze, Dominique Gisin och Lara Gut.

Damernas störtlopp i alpin skidåkning vid olympiska vinterspelen 2014 hölls i Roza Chutor alpina center, i närheten av Krasnaja Poljana, Ryssland, den 12 februari 2014. Regerande guldmedaljörer från OS 2010 var amerikanskan Lindsey Vonn. Detta år blev det en delad seger i störtloppet när Tina Maze och Dominique Gisin kom i mål på exakt samma tid.
Roza Chutor alpina center ligger i bergskedjan Kaukasus västligaste del, cirka 60 km öster om OS-staden Sotji.
Detta var damernas andra tävling vid spelen och genomfördes i ett åk. Snabbaste tiden vann.

## Medaljörer
| Spel        | Guld                    | Silver       | Brons            |
| Kombination | Tina Maze Slovenien     | Ingen utsedd | Lara Gut Schweiz |
| Kombination | Dominique Gisin Schweiz | Ingen utsedd | Lara Gut Schweiz |

## Resultat[2]
| Pl. | Start- nummer | Namn                          | Land           | Sluttid | Differens i mål |
| --- | ------------- | ----------------------------- | -------------- | ------- | --------------- |
| 1   | 21            | Tina Maze                     | Slovenien      | 1.41,57 |                 |
| 1   | 8             | Dominique Gisin               | Schweiz        | 1.41,57 |                 |
| 3   | 18            | Lara Gut                      | Schweiz        | 1.41,67 | +0,10           |
| 4   | 9             | Daniela Merighetti            | Italien        | 1.41,84 | +0,27           |
| 5   | 1             | Fabienne Suter                | Schweiz        | 1.41,94 | +0,37           |
| 6   | 26            | Lotte Smiseth Sejersted       | Norge          | 1.42,01 | +0,44           |
| 7   | 25            | Edit Miklós                   | Ungern         | 1.42,28 | +0,71           |
| 8   | 12            | Julia Mancuso                 | USA            | 1.42,56 | +0,99           |
| 9   | 5             | Nicole Hosp                   | Österrike      | 1.42,62 | +1,05           |
| 10  | 27            | Ilka Štuhec                   | Slovenien      | 1.42,65 | +1,08           |
| 11  | 7             | Laurenne Ross                 | USA            | 1.42,68 | +1,11           |
| 12  | 11            | Elena Fanchini                | Italien        | 1.42,70 | +1,13           |
| 13  | 20            | Maria Höfl-Riesch             | Tyskland       | 1.42,74 | +1,17           |
| 14  | 23            | Verena Stuffer                | Italien        | 1.42,75 | +1,18           |
| 15  | 3             | Viktoria Rebensburg           | Tyskland       | 1.42,76 | +1,19           |
| 16  | 19            | Elisabeth Görgl               | Österrike      | 1.42,82 | +1,25           |
| 17  | 10            | Stacey Cook                   | USA            | 1.43,05 | +1,48           |
| 18  | 6             | Maruša Ferk                   | Slovenien      | 1.43,24 | +1,67           |
| 19  | 35            | Chemmy Alcott                 | Storbritannien | 1.43,43 | +1,86           |
| 20  | 28            | Larisa Yurkiw                 | Kanada         | 1.43,46 | +1,89           |
| 21  | 29            | Klára Křížová                 | Tjeckien       | 1.43,47 | +1,90           |
| 22  | 30            | Nadia Fanchini                | Italien        | 1.43,48 | +1,91           |
| 23  | 13            | Kajsa Kling                   | Sverige        | 1.43,69 | +2,12           |
| 24  | 14            | Cornelia Hütter               | Österrike      | 1.43,82 | +2,25           |
| 25  | 34            | Sara Hector                   | Sverige        | 1.44,23 | +2,66           |
| 26  | 2             | Jacqueline Wiles              | USA            | 1.44,35 | +2,78           |
| 27  | 24            | Ragnhild Mowinckel            | Norge          | 1.44,43 | +2,86           |
| 28  | 32            | Elena Yakovishina             | Ryssland       | 1.44,45 | +2,88           |
| 29  | 37            | Greta Small                   | Australien     | 1.44,79 | +3,22           |
| 30  | 31            | Maria Bedareva                | Ryssland       | 1.45,29 | +3,72           |
| 31  | 42            | Kristina Saalová              | Slovakien      | 1.45,98 | +4,41           |
| 32  | 38            | Macarena Simari Birkner       | Argentina      | 1.46,44 | +4,87           |
| 33  | 36            | Karolina Chrapek              | Polen          | 1.46,90 | +5,33           |
| 34  | 40            | Noelle Barahona               | Chile          | 1.49,70 | +8,13           |
| 35  | 41            | Anna Berecz                   | Ungern         | 1.50,97 | +9,40           |
|     | 16            | Tina Weirather                | Liechtenstein  | DNS     |                 |
|     | 4             | Marie Marchand-Arvier         | Frankrike      | DNS     |                 |
|     | 15            | Carolina Ruiz Castillo        | Spanien        | DNF     |                 |
|     | 17            | Marianne Kaufmann-Abderhalden | Schweiz        | DNF     |                 |
|     | 22            | Anna Fenninger                | Österrike      | DNF     |                 |
|     | 33            | Alexandra Coletti             | Monaco         | DNF     |                 |
|     | 39            | Ania Monica Caill             | Rumänien       | DNF     |                 |